# Totoras
El Municipio argentino de Totoras se encuentra en la  Provincia de Santa Fe, en el Departamento Iriondo. La ciudad de Totoras está a 163 km de la ciudad de Santa Fe, a 40 km de Cañada de Gómez (Cabecera Departamental), y a 52 km al NO de la Ciudad de Rosario, por la Ruta 34.
Totoras fue fundada en 1875 por Julián de Bustinza (su nombre original fue Santa Teresa y se cambió por el definitivo de Totoras por existir otra localidad de la Provincia de Santa Fe del mismo nombre). Totoras era el nombre de la estación del ferrocarril Belgrano, ubicada a pocos metros del casco urbano de la nueva población. La Patrona es Santa Teresa de Jesús.
Totoras fue declarada ciudad el 22 de agosto de 1985, siendo elegido Nelson Ucle Marcolini como primer Intendente Municipal de la ciudad.

## Toponimia
Su nombre proviene de la planta palustre o anfibia Typhaceae (nombre científico) o "Totora", muy común en esta región de la Pampa Húmeda de Argentina.
Las principales actividades son la agricultura y la ganadería.
Fue declarada, en 1965, Capital Nacional de la Leche y sede de la Fiesta nacional de la leche que se celebra, todos los años, el primer sábado de diciembre.
Además de las producciones tradicionales (agricultura y ganadería) se practican producciones alternativas como: cría de porcinos, apicultura, cunicultura, industrias lácteas (con varios tambos modelos) e industrias metalúrgicas.
Actualmente la zona de Totoras es el epicentro de la producción sojera nacional, con excelentes rendimientos.

## Localidades

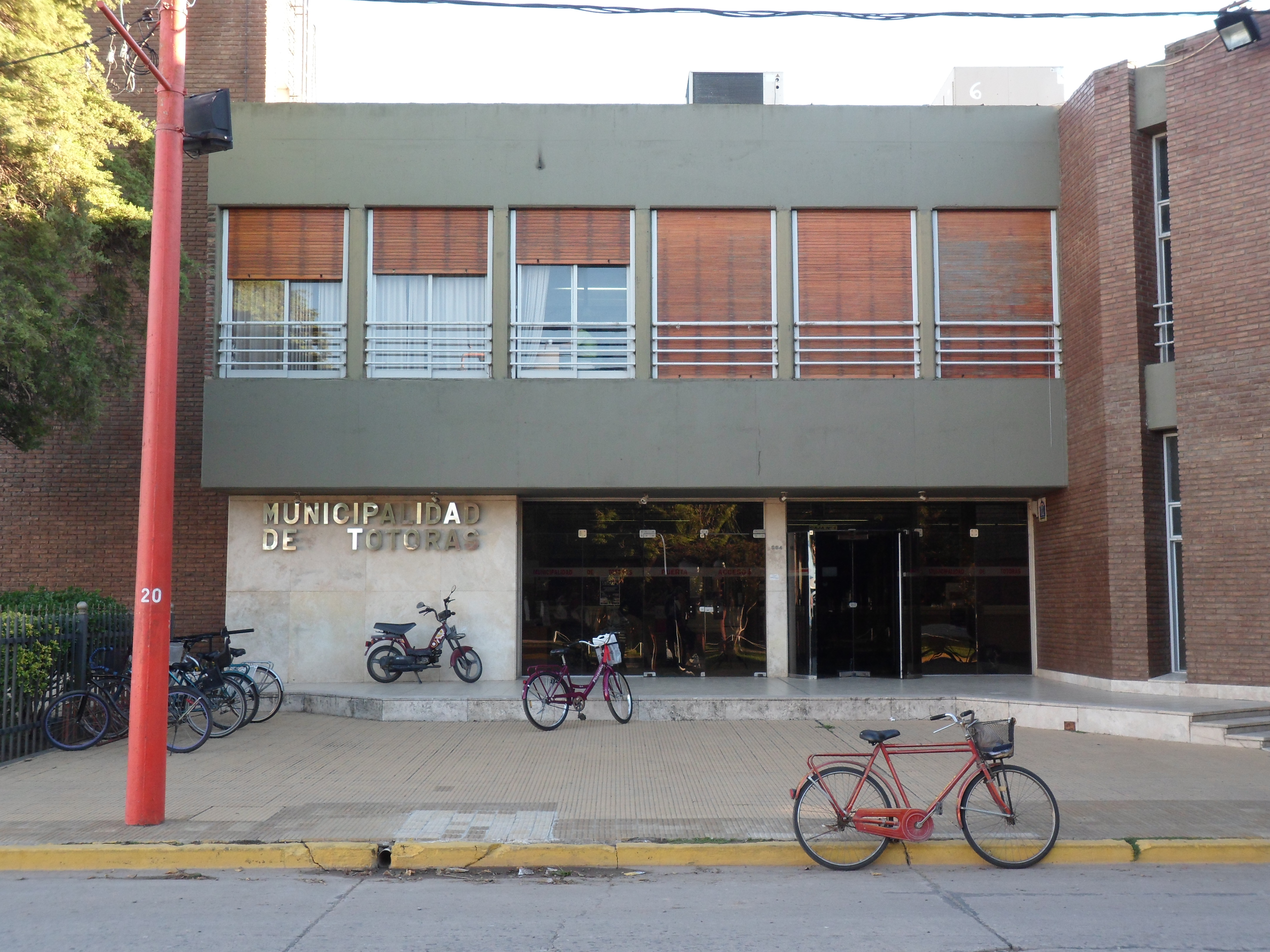
Municipalidad de Totoras.

- Totoras, 10,292 habitantes (Indec, 2010)
- Barrio Cicarelli, 39 habitantes (Indec, 2001)
- Larguía, 218 habitantes (Indec, 2001)
- Colonia Medici, 23 habitantes (Indec, 2001)

## Educación
Existen escuelas de E.G.B. urbanas y rurales, Escuela de Educación Técnica, Polimodal, Nivel Terciario, Educación para adultos, Escuela de la Familia Agrícola, Educación especial, Escuelas Taller, Jardín Nucleado.

## Cultura
La ciudad posee una intensa vida cultural. Posee un moderno centro cultural de tres plantas, con sala de teatro, sala de muestras, biblioteca y terraza de usos múltiples. En él se desarrollan numerosas actividades, mediante el dictado de talleres de Teatro, Música, Idiomas, Plástica, etc. Diariamente niños y jóvenes concurren a sus instalaciones, y periódicamente se llevan a cabo muestras, recitales, obras teatrales y exhibiciones de cine, entre otras actividades culturales.
Tiene una destacada cantidad de grupos musicales, principalmente dentro del género rock. Además se utilizan los espacios públicos (anfiteatros y plazas) para brindar recitales de folclore y música en general.

## Deportes
Éstas son algunas de las instituciones destacadas en materia deportiva, en la ciudad: Club Atlético Totoras Juniors ; Unión Fútbol Club (Totoras); Federación Regional de Automovilismo Deportivo y Liga Regional Totorense de fútbol.
Ciudad natal de Juan Amador Sánchez, conocido futbolista de los años ochenta que se desempeñó originalmente en el Unión Fútbol Club de Totoras, para pasar luego a jugar en varios clubes de primera división de Argentina: Boca Juniors, River Plate, Huracán y Platense. Del semillero Celeste también salieron Nicolas Domingo con gran paso en Club Atlético River Plate, 
Independiente y actualmente se desempeña en Arsenal Fútbol Club, y Pablo Nicolás Caballero que jugó en Racing Club y actualmente se desempeña en el club Lugo de España. 

Una actividad histórica para la región fue la visita de ilustres deportistas como Juan Manuel Fangio (quíntuple campeón mundial de F1) y de uno de los mejores futbolistas de todos los tiempos, Diego Armando Maradona, en ocasión de un partido benéfico organizado por Juan Amador Sánchez en 1995. La razón de tamaño evento, fue para ayudar en la rehabilitación de un joven arquero de Unión de Totoras, Hernán Fonseca, quien sufriera un accidente automovilístico y quedara discapacitado.